# Parlament Egiptu
Parlament Egiptu – główny organ władzy ustawodawczej w Egipcie. Składa się z dwóch izb: liczącego 454 członków Zgromadzenia Ludowego oraz 264-osobowej Rady Szury. Obie izby powoływane są na pięcioletnie kadencje i składają się zarówno z deputowanych wybieralnych, jak i pochodzących z nominacji prezydenckiej. Stosuje się wielomandatowe okręgi wyborcze, ale jednocześnie (co jest dość nietypowe przy tego typu okręgach) ordynację większościową. W Zgromadzeniu ordynacja jest zmodyfikowana tak, aby uczynić z robotników i rolników grupy społeczne najliczniej reprezentowane w tej izbie. Egipskie prawo dość oryginalnie rozwiązuje kwestię obowiązkowości udziału w wyborach - zasadzie tej podlegają tylko mężczyźni, którzy mogą zostać ukarani za nieusprawiedliwioną absencję grzywną. Kobiety mają prawo do głosowania, ale korzystanie z niego pozostaje wyłącznie sprawą ich swobodnego wyboru.  